# کروکوو (شلسویگ-هولشتاین)
کروکوو (به آلمانی: Krukow) یک شهر در آلمان است که در هرتسوگتوم لاونبورگ واقع شده‌است.
 کروکوو  ۱۹۰ نفر جمعیت دارد.